# Американский пирог
«Американский пирог» (англ. American Pie) — американский комедийный фильм 1999 года, поставленный режиссёром и сопродюсером Полом Вайцем (в его режиссёрском дебюте) по сценарию Адама Херца. Это первый фильм из театральной серии «Американский пирог», в котором снялись Джейсон Биггз, Крис Клейн, Элисон Хэнниган, Наташа Лионне, Томас Йен Николас, Тара Рид, Мена Сувари, Эдди Кей Томас, Шонн Уильям Скотт, Юджин Леви, Шеннон Элизабет и Дженнифер Кулидж. В центре сюжета — пять одноклассников (Джим, Кевин, Оз, Финч и Стифлер), которые учатся в школе Ист Грейт Фоллс. За единственным исключением Стифлера, который уже потерял девственность, молодые люди заключают договор о том, что потеряют девственность до окончания школы.
Название фильма отсылает к сцене, в которой главного героя застают мастурбирующим с пирогом после того, как ему сказали, что третья база похожа на «тёплый яблочный пирог». Сценарист Адам Херц заявил, что название фильма также относится к стремлению потерять девственность в старших классах, что является «американским, как яблочный пирог».
Фильм стал кассовым хитом и породил три прямых продолжения: «Американский пирог 2» (2001), «Американский пирог 3: Свадьба» (2003) и «Американский пирог: Все в сборе» (2012). В августе 2017 года Шонн Уильям Скотт сказал в интервью, что четвёртый фильм, вероятно, не собрал достаточно кассовых сборов, чтобы оправдать ещё один фильм, однако в 2022 году стало известно, что идут съёмки пятого фильма. В дополнение к основной тетралогии «Американский пирог» существует ещё пять спин-оффов, выпущенных на DVD под названием «Американский пирог представляет»: «Музыкальный лагерь» (2005), «Голая миля» (2006), Переполох в общаге (2007), Книга любви (2009) и «Правила для девочек» (2020).

## Сюжет
Герои истории — четыре лучших друга, старшеклассники из средней школы Ист Грейт Фоллс в западном Мичигане: Джим Левенстайн, неуклюжий и сексуально наивный нерд, чей отец предлагает ему порнографию и даёт странные сексуальные советы; Крис «Оз» Острайкер — самоуверенный, но чувствительный спортсмен, звезда школьной команды по лакроссу; Кевин Майерс — спокойный лидер группы, стремящийся потерять девственность со своей подругой Вики; и Пол Финч — интеллектуал и нерд, пьющий моккачино.
Одноклассник ребят Чак Шерман утверждает, что потерял девственность на вечеринке, организованной Стивеном Стифлером, популярным парнем из школы, который устраивает у себя дома дикие вечеринки в отсутствие своей матери. Парней шокирует тот факт, что неудачник и объект насмешек Шерман потерял девственность раньше них. Кевин побуждает Оза, Финча и Джима заключить пакт о том, что все четверо потеряют девственность до выпускного. В своём любимом кафе они поднимают тост за "следующий шаг".
Вики обвиняет Кевина в том, что он хочет её только для секса, и ему необходимо восстановить отношения до выпускного. Он обращается за помощью к старшему брату, и он рассказывает Кевину о спрятанной в библиотеке книге с советами на тему секса. По совету из книги Кевин делает Вики куннилингус, и девушка испытывает первый в жизни оргазм.
Чтобы найти девушку, Оз решает задействовать свою чувствительную сторону и записывается в школьный джазовый хор. Вскоре он привлекает внимание Хезер, девушки из хора. Хезер приглашает Оза на выпускной, но вскоре отзывает приглашение, узнав о репутации Оза.
Джим положил глаз на Надю, студентку по обмену из бывшей Чехословакии. Оз говорит Джиму, что третья база ощущается как «тёплый яблочный пирог». Когда Джим занимается сексом с пирогом, его застаёт отец, но не рассказывает об этом его маме. Стифлер уговаривает Джима установить веб-камеру в его комнате, чтобы они все могли наблюдать, как Надя переодевается (прежде чем пойдёт в балетный класс). Надя находит коллекцию порнографии Джима и начинает мастурбировать, лёжа полуголой на кровати. Джима уговаривают вернуться в свою комнату, где он присоединяется к Наде, не зная, что отправил ссылку на веб-трансляцию всей школе. С Надей он испытывает преждевременную эякуляцию, причём дважды. Организаторы поездки Нади смотрят видео и отправляют её домой, оставляя Джима без пары на выпускной.
Чтобы вернуть расположение Хезер, Оз вызывается выступить с ней дуэтом на выступлении хора. Молодым людям удаётся наладить общение и отрепетировать номер, но день выступления совпадает с финальной игрой сезона по лакроссу. На игре тренер команды произносит речь о том, насколько важно им победить. Оз, поняв слова тренера по-своему, покидает поле, чтобы успеть на выступление хора. Он воссоединяется с Хезер и исполняет с ней номер. На выпускной они идут вместе.
Джим думает, что чудаковатая девушка из школьного оркестра Мишель не знает о происшествии с камерой, поэтому он приглашает её на выпускной. Финч платит подруге Вики, Джессике, 200 долларов, чтобы распространять слухи о его сексуальном мастерстве, надеясь, что это увеличит его шансы на успех. Стифлеру отказала девушка, потому что она хочет, чтобы её добивался Финч; Стифлер приправляет моккачино Финча слабительным. Стифлер знает, что у Финча мизофобия, чтобы вынудить его воспользоваться женским туалетом. Финч c диареей унижен перед школьниками и остаётся без пары.
На выпускном Вики ставит под сомнение слова Шермана. Девушка, с которой Шерман якобы потерял девственность, признаётся в том, что на самом деле между ней и Шерманом ничего не было. Разоблачённый Шерман мочится в штаны перед всеми присутствующими на выпускном вечере.
Ребята планируют выполнить своё обещание на вечеринке Стифлера после выпускного вечера. Кевин признаётся Вики в любви, и они занимаются сексом в спальне наверху. Наутро Вики расстаётся с Кевином, так как всё равно они разойдутся, когда пойдут в колледж. Оз рассказывает Хезер о заключённом пакте и отказывается от его исполнения, говоря, что только то, что они вместе, делает его победителем. Хезер соглашается стать девушкой Оза, и молодые люди занимаются любовью на пристани. Оз, уважая свою проявившуюся чувствительность, никогда не разглашает то, что они сделали.
Мишель признаётся, что приняла предложение Джима стать его девушкой на выпускной, потому что увидела «Инцидент с Надей» и подумала, что он «верный вариант». Мишель сексуально агрессивна в постели. Когда Джим просыпается, Мишель уже нет, и он узнаёт, что это было всего на одну ночь, но мирится с этим.
Финч встречает маму Стифлера в подвальной комнате отдыха. Ему удаётся произвести на неё впечатление, и они занимаются сексом на бильярдном столе. Наутро Стифлер находит их на бильярдном столе спящими и падает в обморок. Утром после выпускного вечера парни завтракают в своём любимом кафе, где они снова поднимают тост за «следующий шаг».
Позже Джим раздевается и танцует для Нади через веб-камеру. Он не замечает вошедшего отца, который затем выходит из комнаты и начинает танцевать, зовя свою жену, подбирая настроение.

## В ролях
| Актёр             | Роль                                              |
| ----------------- | ------------------------------------------------- |
| Джейсон Биггз     | Джеймс «Джим» Левенштайн                          |
| Элисон Ханниган   | Мишель Флаерти                                    |
| Крис Клейн        | Крис «Оз» Острайкер                               |
| Томас Йен Николас | Кевин Майерс                                      |
| Эдди Кэй Томас    | Пол «Зяблик», «Недоносок» Финч                    |
| Шонн Уильям Скотт | Стивен «Стифмайстер» Стифлер                      |
| Шеннон Элизабет   | Надя                                              |
| Тара Рид          | Виктория Латум                                    |
| Мина Сувари       | Хезер Гарднер                                     |
| Юджин Леви        | отец Джима                                        |
| Молли Чик         | мать Джима                                        |
| Дженнифер Кулидж  | мама Стифлера                                     |
| Крис Оуэн         | Чак «Шерминатор» Шерман                           |
| Наташа Лионн      | Джессика                                          |
| Кейси Аффлек      | Том Майерс (в титрах не указан)                   |
| Клайд Кусацу      | учитель                                           |
| Лоуренс Прессман  | тренер Маршалл                                    |
| Кристина Милиан   | хористка                                          |
| Вуди Шульц        | парень на вечеринке                               |
| Иден Ригель       | Сара                                              |
| Джастин Исфельд   | любитель мамочек Джастин                          |
| Джон Чо           | любитель мамочек Джон                             |
| Александра Ади    | девушка из Центрального Мичиганского университета |
| Вероника Лорен    | джазовая вокалистка                               |
| Моника Максуэйн   | джазовая вокалистка                               |
| Флетчер Шеридан   | джазовый вокалист                                 |
| Робин Рот         | джазовая вокалистка                               |
| Акуё Грэм         | учительница джаза                                 |
| Линда Герингер    | мама Вики                                         |
| Эштон Дэйн        | отец Вики                                         |
| Саша Баррези      | Кортни                                            |
| Эрик Лайвли       | Альберт                                           |
| Эли Мариенталь    | младший брат Стифлера                             |
| Марк Хоппус       | член гаражной группы                              |
| Том Делонг        | член гаражной группы                              |
| Скотт Рэйнор      | член гаражной группы                              |
| Трэвис Баркер     | член гаражной группы                              |
| Дэниэл Спинк      | парень с обезьянкой                               |
| Джеймс Дебелло    | энтузиаст                                         |
| Клементина Форд   | девушка-компьютерщица                             |
| Карми Грин        | гостья на выпускном                               |
| Марек Пробош      | владелец мотеля                                   |
| Мэрилин Стейли    | хостесс                                           |
| Тара Сабкофф      | студентка (в титрах не указана)                   |
| Ингрид Беренс     | женский голос в порнофильме                       |
| Крис Вайц         | мужской голос в порнофильме                       |

## Производство
Большая часть фильма основана на воспоминаниях сценариста об учёбе в средней школе Ист-Гранд-Рапидс в Мичигане. В фильме город называется «Ист-Грейт-Фолс», а средняя школа носит те же школьные цвета — синий и золотой — вместе с похожим талисманом — Trailblazers вместо Pioneers. Ресторан Dog Years основан на Yesterdog, популярном ресторане хот-догов в близлежащем районе Eastown в Гранд-Рапидс. Команда по лакроссу «Central Chicks» и «Central», против которой играет Ист-Грейт-Фоллс, представляет собой объединение близлежащей средней школы Forest Hills Central. Рабочее название фильма было «Ист-Гранд-Рапидс».
Адам Херц написал сценарий под предварительным названием «Подростковая сексуальная комедия, которую можно снять менее чем за 10 миллионов долларов, которую большинство читателей, вероятно, возненавидят, но я думаю, что вам понравится» за шесть недель, используя в качестве вдохновения фильмы «Порки» и «Мальчишник». Основные съемки фильма, получившего название «Great Falls», начались 21 июля и завершились 11 сентября 1998 года. Изначально фильм получил рейтинг NC-17 от Американской ассоциации кинокомпаний, после чего был отредактирован и получил рейтинг R.
Во время кастинга на роль Ноя Левенштейна, отца Джима, рассматривался Билл Мюррей. На роль Джима Левенштейна рассматривался Джонатан Тейлор Томас.
Когда Юджин Леви получил роль, он настоял на том, чтобы ему разрешили импровизировать свои реплики, поскольку ему не нравилось, как его персонаж был прописан в сценарии. В окончательном варианте фильма большинство его реплик были импровизированными.
Съёмки фильма проходили в Южной Калифорнии, в частности, в Лонг-Бич, в средних школах Объединённого школьного округа Лонг-Бич. Средняя школа Милликан, чьи школьные цвета — синий и золотой, использовалась для внешних съемок, а Политехническая средняя школа Лонг-Бич — для внутренних. Расположенные в Лос-Серритос, Лонг-Бич, Калифорния, обе школы находятся в пяти милях от загородного клуба Вирджиния и района Лос-Серритос (где снимались фильмы «Выходной день Ферриса Бьюллера» и «Донни Дарко»).

## Прокат
Universal Pictures продала зарубежные права на него в попытке окупить бюджет. «Американский пирог» был успешно продан иностранным дистрибьюторам на Каннском международном кинофестивале. Мировые сборы фильма составили 235 483 004 доллара, из которых 132 922 000 пришлось на международный прокат. В США и Канаде фильм собрал 102 561 004 доллара и занял двадцатое место по кассовым сборам 1999 года. В Германии, где дистрибьютором фильма выступила компания Constantin Film, фильм стал самым успешным кинотеатральным релизом 2000 года, собрав 33,5 млн долларов.
В домашнем видеопрокате фильм собрал 109 577 352 доллара по всему миру, из них 56 408 552 доллара — от продаж в США.

## Отзывы и оценки
Оригинальный фильм получил в основном положительные отзывы от кинокритиков и зрителей. На сайте-агрегаторе Rotten Tomatoes «Американский пирог» имеет рейтинг одобрения 61 % на основе 129 рецензий со средней оценкой 5,80/10. Консенсус критиков гласит: «Настолько неловкий, что в него можно поверить, „Американский пирог“ преуспел в возвращении жанра подросткового кино».
На сайте Metacritic фильм получил 58 баллов из 100 на основе 30 критиков, что означает «смешанные или средние отзывы». Зрители, опрошенные CinemaScore, поставили фильму оценку A- по шкале от A до F.
Среди более негативных рецензий — Стивен Холден из The New York Times, который посчитал, что «Американский пирог» — «один из самых поверхностных и развратных подростковых фильмов».
Эрнест Харди из Film.com написал, что в «Американском пироге» «было несколько забавных моментов, однако зрителям следует твердо отметить, что фильм действительно ужасен, и что он не достоин просмотра».
Джим Салливан из The Boston Globe написал, что «Американский пирог» — это «грубый и безвкусный школьный роман с сентиментальной кашей».
Роджер Эберт был более благосклонен, присвоив фильму три звезды из четырёх. Он отметил, что фильм «не вдохновенный, но он веселый, трудолюбивый, иногда смешной и — вот что важно — не злой. Его персонажи милые и симпатичные».